# Awwwards
Awwwards（Awwwards Online SL） 是一個舉辦網頁設計競賽與會議的組織，活動遍及歐洲與美國。 網站擁有者與開發者可透過提交作品參加評選。所有投稿將由評審團進行評分，表現優異的作品將輪流展示並頒發獎項。

## 提名流程
網頁設計師可透過 Awwwards 平台提交網站，角逐「每日最佳網站（Site of the Day）」榮譽。 評選由業界專業人士組成的評審團及 Awwwards 社群共同進行。每年，表現最佳的每日網站將收錄於《The 365 Best Websites Around the World》一書中。

## 評審團
評審團由來自世界各地的設計師、開發者與代理商組成， 主要評估提交作品的創意、技術水準與洞察力。評審成員的專業背景確保了全面且嚴謹的評選過程。

### 開發者獎
Awwwards 與微軟（Microsoft）合作設立了「開發者獎（Developer Award）」，旨在表揚在網站建置上展現出色表現、並符合現代標準的開發者。此獎項重點表彰那些能在各種平台與裝置間順暢運作，並運用HTML5、CSS、JavaScript最佳實踐技術的網站。

## 年度得獎者
曾獲得「年度最佳網站」榮譽的知名品牌包括賓士、彭博社、Bose、華納兄弟、福斯汽車、Uber與Google等。

## Awwwards 會議
Awwwards 也定期舉辦為期兩天的會議，邀請來自微軟、Google、Spotify、Adobe、Opera及Smashing Magazine等大型科技公司與產業領袖擔任講者。 會議聚焦於網頁設計與開發的最新趨勢。